# Хонда (Аризона)
Хонда (енгл. Hondah) насељено је место без административног статуса у америчкој савезној држави Аризона.

## Демографија
По попису из 2010. године број становника је 812.
| Група             | 2000.    | 2010.     |
| Белци             | 0 (0,0%) | 19 (2,3%) |
| Афроамериканци    | 0 (0,0%) | 2 (0,2%)  |
| Азијати           | 0 (0,0%) | 2 (0,2%)  |
| Хиспаноамериканци | 0 (0,0%) | 41 (5,0%) |
| Укупно            | 0        | 812       |